# 池玉瀾
池 玉瀾（いけ の ぎょくらん）は、江戸時代中期の文人画家・歌人・書家。名は町（まち）、別号は松風、遊雅（遊可）、室号は葛覃居、海棠窩、法名は宝誉玉瀾信女。旧姓の徳山玉瀾の名でも知られる。池大雅の妻で、夫同様に様々な逸話が残る。

## 生涯

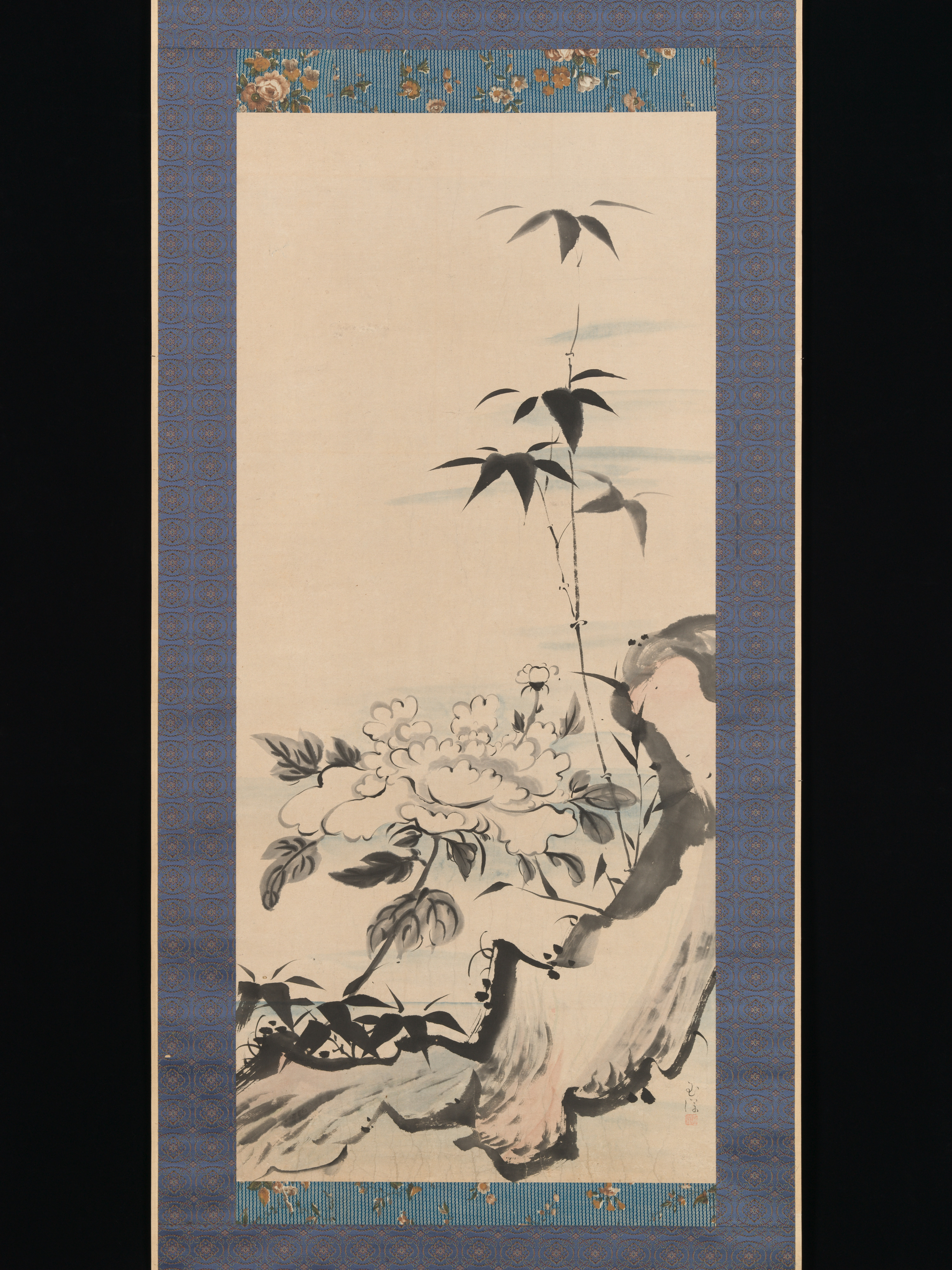
牡丹に竹図（メトロポリタン美術館）

京都祇園の茶屋・松屋の女亭主の百合と旗本の徳山秀栄との間に生まれる。玉瀾は幼時から茶屋の常連客だった柳沢淇園に絵を学び、彼の別号である「玉桂」から一字とった「玉瀾」の号を授けられた。弟子の一人の池大雅を彼女に紹介したのも淇園だった。
玉瀾の夫の大雅は、南画の画風を彼女に教えた。また、夫婦ともに和歌を冷泉家より学んだ。

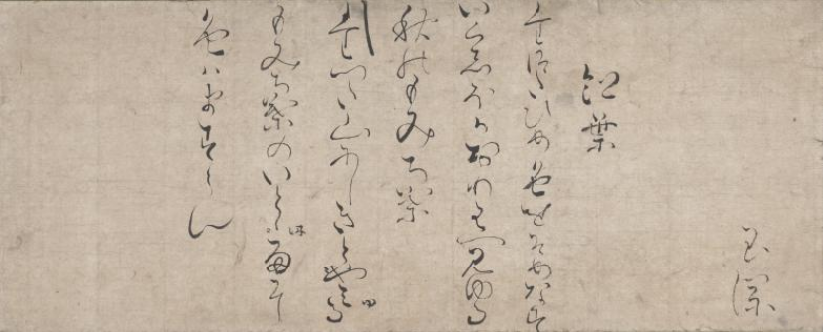
玉瀾による秋の歌二首（18世紀後半）

玉瀾は、当時の既婚女性では一般的だった引眉をしていないことが注目される。
大雅は生前、自分の死後に彼女が困窮することがないようにと書画を数多く制作しており、そのため安永5年（1776年）に夫が没した後も、玉瀾は不自由することなく生活を送った。彼女はその8年後の天明4年9月28日（1784年11月10日）に病没した。
なお、玉瀾は大雅の葬られた浄光寺ではなく、母の百合が眠る金戒光明寺の塔頭・西雲院に埋葬されたが、その理由については不詳である。

## 業績

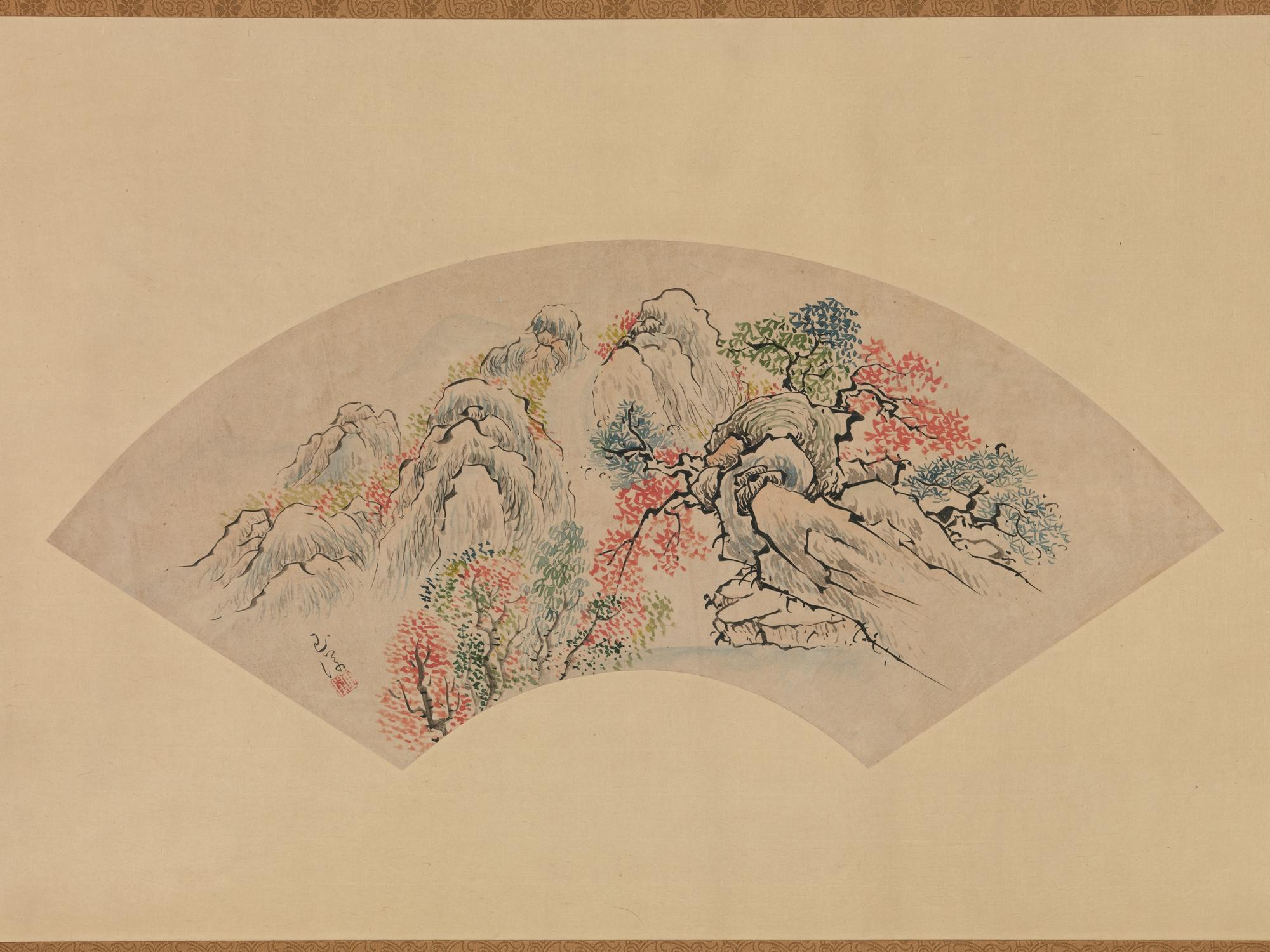
秋景山水扇面図 （メトロポリタン美術館）

フィラデルフィア美術館長アン・ダーノンコートによれば、「18世紀の日本の女性が画家であることは非常にまれだった」。玉瀾と夫の大雅は、作品を作り、金をかけずに生活し、時には作品の合作に専念した。彼女は京都の祇園社の隣の小さな小屋で大雅と一緒に住んでいた。玉瀾は、屏風絵や襖絵、巻物、掛け軸、扇絵などを描いた。
祖母の梶子、母の百合、町（玉瀾）の3人で祇園三女として知られ、明治43年（1910年）、3人の歌が『祇園三女歌集』として出版された。時代祭の江戸時代婦人列には、祖母の梶子と共に登場する。

## 人物・逸話
大雅夫妻の有名な逸話に、大雅が難波へ出かけた際に筆を忘れていったのを玉瀾が見つけるとこれを持って走り、建仁寺の前で追いついて渡すことができたが、大雅は筆を押し頂くと「いづこの人ぞ、よく拾ひ給はりし」と答えて別れ、彼女も何も発言することなく帰宅した、というものがある。
玉瀾は栄誉や恥辱をものともしない大雅の行いに付き従い、彼が三弦を演奏して歌えば彼女は筝を弾いて歌った。二人で一日中紙墨に向き合い、音楽や酒を楽しみ、釜や甑が埃をかぶっても落ち着いており、その様は後漢の梁伯鸞の妻・孟光にたとえられた。夫婦ともに欲の少ない性格で、他人から謝礼金を受け取っても紙包みを開かぬまま屑籠に入れておき、必要な時にそこから取り出して用いていたという。また、大雅の家に宿泊し、その晩に垢で汚れた甲斐絹布団を提供された客人が、夫妻の部屋を見てみると、大雅は毛氈にくるまり、玉瀾は反故紙の中で眠っていたとも伝わる。和歌を学ぶために夫とともに初めて冷泉家に参上した際、場所柄から、同家の女房らは「玉瀾」という名の美しさからどのような婦人だろうかと待っていたところに、糊の強い木綿の着物を着て魚籠を提げた、裸足の大原女のような姿をした玉瀾が現れたため、人々は大いに驚いたという話も伝わる。
大坂文人の木村蒹葭堂は、13歳のときの寛延元年（1748年）に大雅と面会したことを後に回想しているが、玉瀾については「年の頃二十二三歳にして顔は丸顔のさして美しといふ程にもあらねど、人並勝れたる面色何処となく気高き処ありて、さすがは百合の娘と思はるるばかりなりし、後年玉瀾女史とその名天下に高く聞え、大雅堂と共に人に称せらるるやうになりたるは、珍しき事と謂ふべし」と振り返っている。

## 作品一覧
| 作品名                           | 技法                  | 形状・員数         | 寸法（縦x横cm）              | 所有者                                           | 年代                  | 落款・印章                                          | 備考 |
| -------------------------------- | --------------------- | ------------------ | ---------------------------- | ------------------------------------------------ | --------------------- | --------------------------------------------------- | --- |
| 菊図・蘭図                       | 紙本墨画              | 双幅               | 84.4x24.3（各）              | 群馬県立近代美術館（戸方庵井上コレクション）     |                       |                                                     | |
| 辺渓閑遊図                       | 紙本著色              | 双幅のうち1幅      | 128.4x54.5                   | 東京富士美術館                                   |                       |                                                     | 池大雅筆「渓上高隠図」と対。 |
| 菊図                             | 紙本墨画              | 1幅                | 131.2x37.6                   | 奈良県立美術館（由良コレクション）               |                       |                                                     | |
| 墨梅図扇面                       | 紙本墨画              | 扇面               | 16.9x47.4                    | 奈良県立美術館（由良コレクション）               |                       |                                                     | 和歌自賛あり。 |
| 渓亭吟詩図                       | 紙本墨画淡彩          | 1幅                | 58.0x125.0                   | 静岡県立美術館                                   |                       |                                                     | |
| 山水草花図屏風                   | 紙本墨画淡彩          | 六曲一双押絵貼     | 133.7x354.6（各）            | 個人（静岡県立美術館寄託）                       |                       |                                                     | |
| 離合山水図・書                   | 紙本墨画淡彩/紙本墨画 | 12幅対のうち6幅    | 134.5x55.6（各）             | 個人                                             |                       |                                                     | 玉瀾の画と大雅の書が各6幅計12幅のセット。元は押絵貼屏風で、画と書がそれぞれ一隻になっていたと考えられる。画と書の内容が照応しあい、数ある合作の中でも希少な大作。                                        |
| 漁楽図                           | 紙本墨画淡彩          | 1幅                | 20.2x20.1                    | 実践女子大学                                     |                       |                                                     | |
| 墨梅図                           | 紙本墨画              | 二曲一隻           | 162.6x155.2                  | 三重県立美術館                                   |                       | 款記「玉蘭」/「玉」「蘭」白文連印                   | |
| 蓮根図                           | 紙本墨画              | 1幅                | 125.2x30.3                   | 継松寺（松阪市）                                 |                       |                                                     | 池大雅賛 |
| 尉姥図和歌賛                     | 紙本淡彩              | 1幅                | 30x42.8                      | 石川県立美術館                                   |                       |                                                     | |
| 西湖図襖                         | 紙本墨画淡彩          | 襖4面              | 175.5x82.5（各）             | 金戒光明寺                                       |                       | 「玉瀾」朱文方印・「祇園風流」白文方印              | |
| 西湖扇面図                       | 紙本墨画淡彩          | 扇面               | 18.1x51.5                    | 西雲院                                           |                       |                                                     | |
| 黒梅図                           |                       | 扇面               |                              | 西雲院                                           |                       |                                                     | |
| 撫子花図                         | 紙本墨画              | 1幅                | 24.1x39.9                    | 京都府（池大雅美術館旧蔵）                       |                       |                                                     | |
| 滝山山水図                       | 絹本著色              | 1幅                | 146.0x87.0                   | 出光美術館                                       |                       |                                                     | |
| 菫草図                           | 紙本墨画              | 1幅                | 23.1x26.5                    | 個人                                             |                       |                                                     | 和歌自賛 |
| 渓流岩松図                       | 紙本著色              | 扇面               | 天地18.9x上弦52.2            | 個人                                             |                       |                                                     | |
| 山水図                           | 紙本墨画              | 1幅                | 38.2x59.3                    | 個人                                             |                       |                                                     | |
| 山水図                           | 紙本墨画淡彩          | 双幅のうち1幅      | 125.6x25.0                   | 個人                                             |                       |                                                     | 池大雅筆「山水図」と対。 |
| 山水図                           | 紙本墨画              | 扇                 | 18.0x45.5                    | 個人                                             |                       |                                                     | 和歌自賛 |
| 江山清遊図賛                     | 紙本淡彩              | 双幅のち1幅        | 116.4x27.6                   | 敦井美術館                                       | 1770年（明和7年）頃   |                                                     | 明和7年（1770年）8月の池大雅賛。大雅筆「柳岸泊舟図」と対。 |
| 泉石清縁画帖のうち菊の図、和歌賛 | 紙本                  | 扇面貼付           | 約17x50                      | 静嘉堂文庫美術館                                 |                       |                                                     | 3冊90図のうち。大雅の山水図扇面と対。和歌自賛。 |
| 秋景山水図                       | 紙本著色              | 1幅                | 横27                         | 思文閣出版                                       |                       |                                                     | |
| 玉瀾画扇面（大雅堂賛）           |                       | 1幅（扇面）        |                              | 個人                                             |                       |                                                     | |
| 菊花図                           |                       | 扇面               | 17.2x50.2                    | 個人                                             |                       |                                                     | 和歌自賛 |
| 四季山水図                       | 紙本淡彩              | 4幅対              | 135.1x50.0                   | 個人                                             |                       |                                                     | 福原五岳、高芙蓉、細合半斎、木村蒹葭堂賛。 |
| 楓林停車図                       | 絹本著色              | 1幅                | 35.6x26.0                    | 個人                                             |                       |                                                     | |
| 墨梅図                           | 紙本墨画              | 1幅                | 117.5x27.5                   | 個人                                             |                       |                                                     | 百合による和歌賛 |
| 山水図                           | 絹本墨画著色          | 1幅                | 109.3x33.5                   | ドラッカー・コレクション                         |                       |                                                     | |
| 松林白帆図                       | 紙本淡彩              | 扇面               | 18.5x50.5                    | 個人                                             |                       |                                                     | |
| 竹石図                           | 紙本墨画              | 1幅                | 130x49                       | 個人                                             |                       |                                                     | |
| 千鳥図                           | 紙本墨画              | 1幅                | 83.5x28                      | 個人                                             |                       |                                                     | |
| 白雲紅樹図                       | 紙本                  | まくり（もと襖絵） |                              | 個人                                             |                       |                                                     | |
| 漁楽図                           |                       | 1幅                |                              | 個人                                             |                       |                                                     | |
| 墨菊図                           |                       | 1幅                |                              | 個人                                             |                       |                                                     | 百合による和歌賛 |
| 西胡春景図                       |                       | 1幅                |                              | 個人                                             |                       |                                                     | |
| 梅嵒帰隠図                       | 紙本淡彩              | 双幅のうち1幅      | 137.0x29.1                   | 敦井美術館                                       | 1759年（宝暦9年）秋頃 | 「玉瀾」朱文方印・「祇園風流」白文方印              | 宝暦9年（1759年）秋の悟心元明賛。大雅筆「松エイ仙境図」と対。 |
| 陸羽煎茶                         |                       | 1幅                |                              | 個人                                             |                       |                                                     | |
| 武陵桃源                         |                       | 1幅                |                              | 個人                                             |                       |                                                     | |
| 便面風竹図                       | 墨画                  | 扇面               |                              | 個人                                             |                       |                                                     | 池大雅賛 |
| 柳桃図                           | 紙本淡彩              | 1幅                | 96.0x28.7                    | 個人                                             |                       |                                                     | 百合による和歌賛 |
| 小楼歓談図                       | 紙本淡彩              | 1幅                |                              | 個人                                             |                       |                                                     | |
| 柳陰山水図                       |                       | 1幅                |                              | 個人                                             |                       |                                                     | |
| 山水図                           |                       | 扇面               | 175.7x49.6                   | 個人                                             |                       |                                                     | 池大雅・玉瀾合装便面 |
| 山水図                           |                       | 扇面               | 23.0x50.9                    | 個人                                             |                       |                                                     | |
| 山水図                           |                       | 1幅                | 116.3x28.7                   | 個人                                             |                       |                                                     | 自賛（和歌）か |
| （百合賛）葛花図                 |                       | 扇面               |                              | 個人                                             |                       |                                                     | 百合による和歌賛 |
| 柳陰呼渡図                       |                       | 扇面               |                              | 個人                                             |                       |                                                     | |
| 山水図                           | 絹本                  | 1幅                | 33.3x140.2                   | 個人                                             |                       |                                                     | |
| 山水図                           |                       | 1幅                | 133.0x31.0                   | 個人                                             |                       |                                                     | |
| 秋景山水図                       |                       | 扇                 |                              | 浮世絵 太田記念美術館                            |                       |                                                     | 鴻池家コレクション |
| 江南春色図                       |                       | 1幅                |                              |                                                  |                       |                                                     | |
| 湖山清適図                       |                       | 1幅                |                              |                                                  |                       |                                                     | |
| 東山草堂図                       |                       | 1幅                |                              |                                                  |                       |                                                     | |
| 西胡山水図                       |                       | 1幅                |                              |                                                  |                       |                                                     | |
| 山水扇面図                       | 紙本墨画              | 扇面               |                              |                                                  |                       |                                                     | |
| 竹石図                           |                       | 1幅                |                              |                                                  |                       |                                                     | |
| 墨竹扇面図                       |                       | 扇面               |                              |                                                  |                       |                                                     | 和歌自賛 |
| 梅花芝草倚石図                   |                       | 1幅                |                              |                                                  |                       |                                                     | |
| 蘭図                             |                       | 二曲一隻           |                              |                                                  |                       |                                                     | 池大雅筆「蘭石図」と対。 |
| 墨竹扇面図                       |                       | 扇面               |                              |                                                  |                       |                                                     | |
| 江山泛舟図                       |                       | 1幅                |                              |                                                  |                       |                                                     | |
| 墨蘭図                           |                       | 1幅                |                              |                                                  |                       |                                                     | |
| 蘭自画讃                         |                       | 扇面               |                              |                                                  |                       |                                                     | |
| 墨梅図                           |                       | 1幅                |                              |                                                  |                       |                                                     | |
| 菊淡彩自画讃                     |                       | 1幅                |                              |                                                  |                       |                                                     | |
| 菊石図                           |                       | 1幅                |                              |                                                  |                       |                                                     | |
| 白描蕙石図                       |                       | 1幅                |                              |                                                  |                       |                                                     | |
| 雪裏紅梅図                       | 紙本著色              | 1幅                | 126.6x62.5                   | 個人                                             |                       | 款記「玉瀾」/「玉瀾」朱文方印・「祇園風流」白文方印 | 池大雅が高芙蓉に送った手紙が付属し、高芙蓉から大雅は山水画を頼まれたが、玉瀾の作品が素晴らしかったので本作を送る旨と、大雅自身も画題に合わせた梅の句を詠んでいる。江戸最大の油問屋・大坂屋松沢孫八旧蔵。 |
| 春景山水図                       | 紙本著色              | 1幅                | 133.4×39.7                   | フィラデルフィア美術館                           | 1750-60年頃           | 「玉瀾」朱文方印・「祇園風流」白文方印              | |
| 夏景山水図                       | 紙本淡彩              | 1幅                | 168×87.6                     | フィラデルフィア美術館                           | 1770年（明和7年7月）  |                                                     | |
| 山水図                           | 紙本淡彩              | 双幅のうち1幅      | 99.6x29.0                    | フィラデルフィア美術館                           |                       |                                                     | |
| 山水図巻                         | 紙本墨画淡彩          | 1巻                | 26.7x176.5                   | フィラデルフィア美術館                           |                       |                                                     | ギッターコレクション旧蔵 |
| 桃源郷図                         | 絹本墨画淡彩          | 1幅                | 117.5x49.4                   | サンフランシスコ・アジア美術館                   |                       |                                                     | |
| 墨竹図                           | 紙本墨画              | 1幅                | 111.1x26.8                   | サンフランシスコ・アジア美術館                   |                       |                                                     | |
| 秋景山水扇面図                   | 紙本墨画淡彩          | 1幅（扇面）        | 23.8x52.3                    | メトロポリタン美術館                             |                       |                                                     | 上図 |
| 梅に鶯図                         | 紙本朝食              | 1幅                | 122.2×43.4                   | メトロポリタン美術館                             |                       |                                                     | |
| 牡丹に竹図                       | 紙本墨画淡彩          | 1幅                | 93×41.7                      | メトロポリタン美術館メアリー＆バーグコレクション | 1768年（明和5年）頃   |                                                     | 上図 |
| 菊図                             | 紙本墨画              | 1幅                | 103.9×28.6                   | メアリー＆バーグコレクション旧蔵                 |                       |                                                     | |
| 扇面画帖                         | 紙本銀地著色          | 1帖扇面10面        | 天地18.3～19.0x上弦49.5x50.9 | リンデン民族学博物館                             |                       |                                                     | |
| 梅花書屋図                       | 紙本墨画淡彩          | 扇面               | 18.0x50.3                    | ハンブルク工芸美術館                             |                       |                                                     | 「諸大家便面冊」のうち。大雅の秋景山水図も含まれている。 |
| 便面図巻                         | 紙本著色              | 1巻扇面10面        | 29x612                       | 東京国立博物館                                   |                       |                                                     | |
| 蘭図扇面                         | 紙本著色              | 扇面               | 天地17.8x上弦51.0x下弦22.8   | 東京国立博物館                                   |                       |                                                     | 和歌自賛あり。 |